# 近衛內前
近衛內前（1728年7月28日—1785年4月28日／享保十三年六月二十二－天明五年四月二十八），是江戶時代中期的公卿；桃園天皇、後櫻町天皇、後桃園天皇的攝政與關白，也是藤原北家攝關家的近衛家當主。

## 生涯
近衛內前在享保十三年（1728年）出生，是父母近衛家久及島津滿君（島津吉貴長女）的長子。享保十九年（1734年）接受元服。寬保三年（1743年）任內大臣，後曾轉任右大臣、左大臣，至寶曆七年（1757年）接替一條道香成為關白。
天明五年（1785年）他逝世，享年56歲。

## 家庭
- 父：近衛家久
- 母：島津滿君
- 妻：德川勝子（尾張藩藩主德川宗春女）
- 子女：
  - 近衛經熙
  - 近衛因子（閑院宮美仁親王妃）
  - 近衛維子（後桃園天皇女御；欣子內親王母）
- 養子女：
  - 近衛年子（日语：観心院）（仙台藩藩主伊達重村（日语：伊達重村）室）
- 猶子女：
  - 廣幡前豐
  - 廣幡前秀（日语：広幡前秀）

| 王位覬覦者                         | 王位覬覦者                                                        | 王位覬覦者                         |
| ---------------------------------- | ----------------------------------------------------------------- | ---------------------------------- |
| 前任： 近衛家久                    | 近衛家當主 1737年9月11日－1785年4月28日                           | 繼任： 近衛經熙                    |
| 前任： 一條道香                    | 藤氏長者 1757年5月3日－1778年3月6日                               | 繼任： 九條尚實                    |
| 官衔                               |                                                                   |                                    |
| 空缺上一位持有相同頭銜者：鷹司基輝 | 內大臣 1743年8月18日－1746年2月14日                               | 繼任： 二條宗基                    |
| 前任： 久我惟通                    | 右大臣 1746年2月14日－1749年3月26日                               | 繼任： 花山院常雅                  |
| 前任： 醍醐冬熙                    | 左大臣 1749年3月26日－1760年1月13日                               | 繼任： 九條尚實                    |
| 前任： 一條道香                    | 關白 1757年5月3日－1762年8月31日 1772年9月19日－1778年3月6日      | 空缺下一位持有相同頭銜者：自己     |
| 空缺上一位持有相同頭銜者：自己     | 關白 1757年5月3日－1762年8月31日 1772年9月19日－1778年3月6日      | 繼任： 九條尚實                    |
| 空缺上一位持有相同頭銜者：一條道香 | 攝政 1762年9月15日－1772年9月19日                                 | 空缺下一位持有相同頭銜者：九條尚實 |
| 空缺上一位持有相同頭銜者：一條兼香 | 太政大臣 1768年7月9日－1770年12月1日 1771年12月20日－1778年3月6日 | 空缺下一位持有相同頭銜者：自己     |
| 空缺上一位持有相同頭銜者：自己     | 太政大臣 1768年7月9日－1770年12月1日 1771年12月20日－1778年3月6日 | 空缺下一位持有相同頭銜者：九條尚實 |